# The Lovely Linda
«The Lovely Linda» es una canción del músico británico Paul McCartney publicado en su álbum debut McCartney después de la separación de la banda The Beatles.

## Historia
Se trata de la primera canción de McCartney sin The Beatles, y fue grabada en diciembre de 1969, como una prueba, del entonces nuevo grabador de 4 pistas que había instalado en su estudio casero. La canción está dedicada a su primera esposa: Linda. Es la canción más corta del catálogo de su álbum, McCartney con solo 42 segundos de duración. McCartney ha dicho que era un "remolque para la canción completa, que se grabaría en el futuro". La canción fue incluida en la compilación de Wingspan: Hits and History.